# Michelle Boulle
Michelle Boulle es una extenista chilena nacida en Francia, la más destacada en los años 1960. Durante su carrera ganó un título en dobles y fue la primera mujer chilena en participar en los cuatro torneos de Grand Slam, en 1971, y en el Abierto de Australia, en 1966. Fue jugadora del equipo chileno de Copa Fed en su debut en el torneo, en 1968 con Margarita Bender y en 1974 con Ana Arias. De sus seis partidos en este, ganó y cayó en tres. Fue la esposa del extenista chileno Patricio Rodríguez desde 1966.